# The Best of Enemies
Ne doit pas être confondu avec Le Meilleur Ennemi.
Pour plus de détails, voir Fiche technique et Distribution.
The Best of Enemies est un film américain réalisé par Robin Bissell, sorti en 2019.
Il est adapté du livre The Best of Enemies: Race and Redemption in the New South, d'Osha Gray Davidson (en), qui traite de la relation entre la militante des droits civils Ann Atwater (en) et le dirigeant du Ku Klux Klan C. P. Ellis (en).

## Synopsis
1971 : à Durham, en Caroline du Nord, Ann Atwater tente d'obtenir de meilleures conditions de logement pour les Noirs pauvres, et est ignorée par les juges qui sont tous blancs. C.P. est raciste, il est le président local du KKK. Il tient une station-service refusant les Noirs. Il est marié et a des enfants qu'il aime et dont il prend soin. L'école de la fille d'Ann prend feu (que ce soit par accident ou par incendie criminel), et C.P. a peur que les enfants noirs viennent de ce fait dans les écoles de Blancs. Bill Riddick organise une réunion entre eux, afin d'organiser un débat et une conférence de citoyens appelée charrette pour discuter de la ségrégation et d'autres questions. Au début, tous deux refusent car ils se détestent, mais ils se laissent ensuite convaincre. C.P. refuse même de s'asseoir avec Bill et Ann, noirs alors que lui est blanc.
Ils acceptent de choisir des personnes au hasard dans l'assemblée pour voter sur les questions à la fin du processus de charrette. C.P. essaie de parler à ces personnes sélectionnées pour voter, mais il est la plupart du temps repoussé. Un révérend noir propose de chanter des gospels à la fin de chaque session. C.P. refuse catégoriquement, disant que si les noirs veulent chanter du gospel à la charrette, il devrait être autorisé à y présenter le matériel du KKK. Ann veut refuser, mais Bill donne son accord pour le deal et les objets sont installés. Lors d'une réunion, un groupe d'adolescents noirs tente de les détruire, mais Ann les arrête et leur respecter le processus. Tout ceci est observé par C.P. de loin. Puis Bill fait asseoir les Noirs et les Blancs de leur groupe les uns à côté des autres dans la cafétéria pour le repas. Il fait asseoir C.P. et Ann ensemble, seuls : ils mangent dans un silence tendu, puis Ann demande à C.P. s'il a bien un garçon à Murdock, un établissement accueillant des garçons handicapés. C.P. répond qu'il ne veut pas parler de son fils, Larry, qui est effectivement trisomique. Anne se rend à Murdock et obtient de meilleures conditions pour Larry.
Bill emmène Ann, C.P., et le reste de leur groupe visiter l'école noire qui a été brûlée. C.P. est choqué par l'obscurité et l'odeur qui se dégagent de l'école, à cause de l'incendie. La fille d'Ann les salue, mais elle regarde C.P. « comme un  monstre » quand elle découvre qui il est. La femme de C.P., Mary, est heureuse de l'aide d'Ann et va lui rendre visite pour la remercier. Ann lui demande si C.P. a toujours été raciste, et Mary répond par l'affirmative, ce qui les fait rire.
La nuit précédant le vote final, des membres du KKK font du grabuge et vont menacer les électeurs suspectés de vouloir voter contre la ségrégation. C.P. l'apprend et est consterné. Ann le découvre également et crie à C.P., le traitant de lâche.
Pendant le vote, toutes les résolutions sont adoptées, jusqu'à la question finale de l'intégration scolaire. Un par un, les électeurs votent. Ann vote pour, et C.P., surprenant tout le monde, fait de même, réalisant que le KKK est dans l'erreur : il fait un discours et déchire sa carte de membre, au grand dam de ses amis du KKK stupéfaits. Ils le menacent et tentent de mettre le feu à sa station-service, mais C.P. parvient à l'éteindre. Maintenant que la communauté blanche ne veut plus acheter son essence, sa station court à la ruine. Ann et Bill lui rendent visite avec le sourire et font venir la communauté noire pour qu'elle se fournisse en essence chez lui.
On apprend que dans la réalité, Ann et C.P. se sont rendus ensemble dans différentes villes, pour parler de leurs expériences et sont restés amis jusqu'à la mort de C.P. en 2005, Ann faisant son éloge funèbre lors de ses funérailles.

## Fiche technique
- Réalisateur : Robin Bissell
- Date de sortie : 2019

## Distribution
- Taraji P. Henson (VF : Valérie Lemaître) : Ann Atwater
- Sam Rockwell (VF : Philippe Résimont) : C. P. Ellis
- Wes Bentley (VF : Pierre Lognay) : Floyd Kelly
- Babou Ceesay (VF : Karim Barras) : Bill Riddick
- Anne Heche (VF : Fanny Roy) : Mary Ellis
- Bruce McGill (VF : Daniel Nicodème) : Carvie Oldham
- John Gallagher Jr. (VF : Antoni Lo Presti) : Lee Trombley
- Nick Searcy (VF : Laurent Van Wetter) : Garland Keith
- Sope Aluko : Henrietta Kaye
- Carson Holmes : Kenneth Ellis